# Roman Eminowicz
Roman Radogosław (Radagost) Eminowicz h. Dołęga, pseudonim Jan Fersten (ur. 18 maja 1900 w Krakowie, zm. 10 listopada 1920 w Zamościu) – student Wydziału Filozoficznego UJ, poeta i krytyk literacki, legionista, plutonowy Wojska Polskiego, kawaler Orderu Virtuti Militari.

## Życiorys

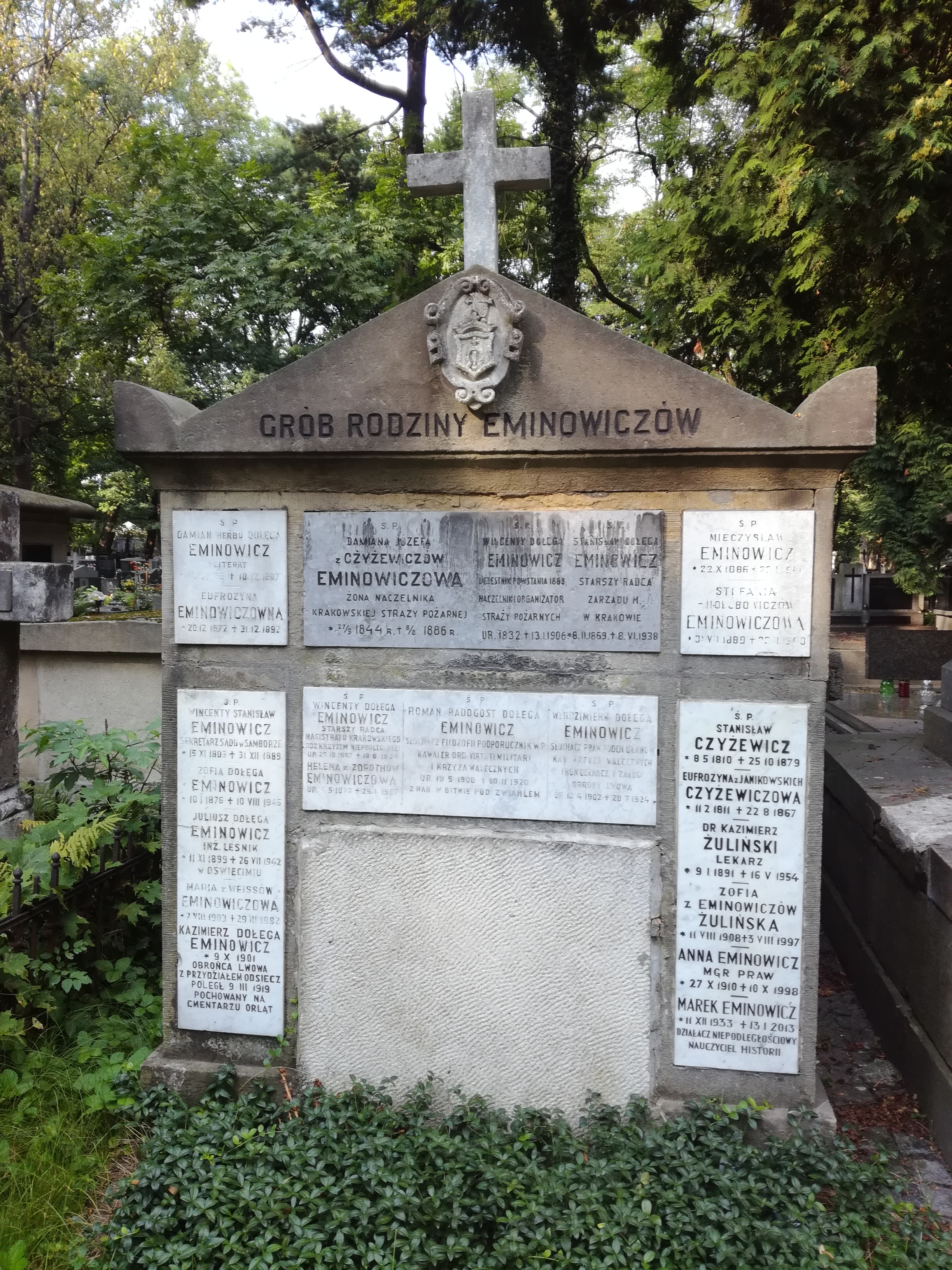
Grób Romana Eminowicza na cmentarzu Rakowickim

Syn Wincentego i Heleny z Zopothów. Uczył się w c. k. Gimnazjum III w rodzinnym Krakowie. W listopadzie 1917, jako uczeń ósmej klasy wstąpił do 2 pułku ułanów.
Podczas wojny polsko-bolszewickiej walczył w szeregach 43 pułku Strzelców Kresowych, w stopniu plutonowego. W lipcu 1920 zgłosił się do 7 pułku artylerii polowej. 10 października pod Nowogrodem Wołyńskim został ciężko ranny w kręgosłup i płuca. Zmarł z ran 10 listopada 1920 w szpitalu wojskowym w Zamościu. Pochowany w Zamościu, a 24 marca 1922 roku po nabożeństwie w kościele garnizonowym św. Piotra i Pawła odbył się pogrzeb na  cmentarzu Rakowickim w Krakowie pas 8 rząd płd..
27 kwietnia 1921 „w uznaniu nadzwyczajnych zasług dla dobra Ojczyzny położonych i okupionych śmiercią wskutek ran odniesionych na froncie” został pośmiertnie mianowany z dniem 15 marca 1921 podporucznikiem w piechocie.
27 sierpnia 1920 sprostowano, że plut. Roman Eminowicz został mianowany podporucznikiem z dniem 10 listopada 1920.

## Ordery i odznaczenia
- Krzyż Srebrny Orderu Wojskowego Virtuti Militari nr 3736 – 1921[7]
- Krzyż Walecznych
- Medal Niepodległości – pośmiertnie 16 marca 1937 „za pracę w dziele odzyskania niepodległości”[8]